# ショーシャンクの木
ショーシャンクの木（Shawshank Tree）は、アメリカ合衆国オハイオ州ルーカスのラバー・ファーム州立公園近郊に存在していたアルバオーク であり、1994年の映画『ショーシャンクの空に』に登場したことで知られている。
高さは少なくとも100フィート (30 m)、推定樹齢は180-200歳とみられていた。映画での重要な役割をきっかけに人気の観光地となったが、2011年7月29日の落雷で真っ二つに割れ、さらに2016年7月22日頃に発生した強風をきっかけに倒木した。

## 歴史
木は映画のファンにとっての主要な観光名所であったが、マラバル・ファームの私有地に生えていた。映画の象徴的なロケ地である「ショーシャンク・トレイル」の1つに数えられ、毎年約3万5000人の来訪者を魅了していた。木が生えていたファームは結婚式の会場としても使用されている。
2011年7月29日、落雷に見舞われた後に蟻による幹腐で木の半分が倒れた。このニュースは口コミで広まり、英国とインドの報道機関で取り上げられた。当初、木の運命は不確実なものであり、当局は悲観的な見解であったが、後に生存できることが判明した。
2016年7月に木は強風でさらなる損傷を受けた。この事件によりマンスフィールド・アンド・リッチランド・カントリー・コンベンション・アンド・ビジターズ・ビューローのウェブサイトへのインターネット・トラフィックが大幅に増加し、ショーシャンク・トレイルへの関心が高まった。
木の残りの部分は2017年4月9日に所有者によって切り倒された。

## 映画での役割
映画はメイン州を舞台としているが、撮影の多くはオハイオ州マンスフィールドとその近郊で行われた。木は『ショーシャンクの空に』の終盤で登場し、レッド（演: モーガン・フリーマン）がアンディ・デュフレーン（演: ティム・ロビンス）の手がかりを探しにそこへやって来る。
レッドは木陰の石壁の下に埋まっている箱を見つける。箱の中にはアンディからの手紙とメキシコへ行くためのバスのチケット代が入っている。映画の中でアンディはこの木を「ロバート・フロストの詩に出てきそうなやつ」と表現している。
このオークの木は、映画史上「最も象徴的な木」と言われている。